# Anarrhinum
Anarrhinum Desf., 1798 è un genere di piante erbacee o arbustive della famiglia delle Plantaginacee.

## Etimologia
Il nome del genere deriva da due parole greche "ana" (= senza) e "rhin" (= naso), ossia senza naso (in riferimento alla particolare forma della corolla di queste piante).
Il nome scientifico del genere è stato definito dal botanico francese René Louiche Desfontaines (Tremblay, 14 febbraio 1750 – Parigi, 16 novembre 1831) nella pubblicazione "Flora Atlantica: sive historia plantarum quae in Atlante, agro tunetano et algeriensi crescunt. Parisiis - 2: 51" del 1798.

## Descrizione

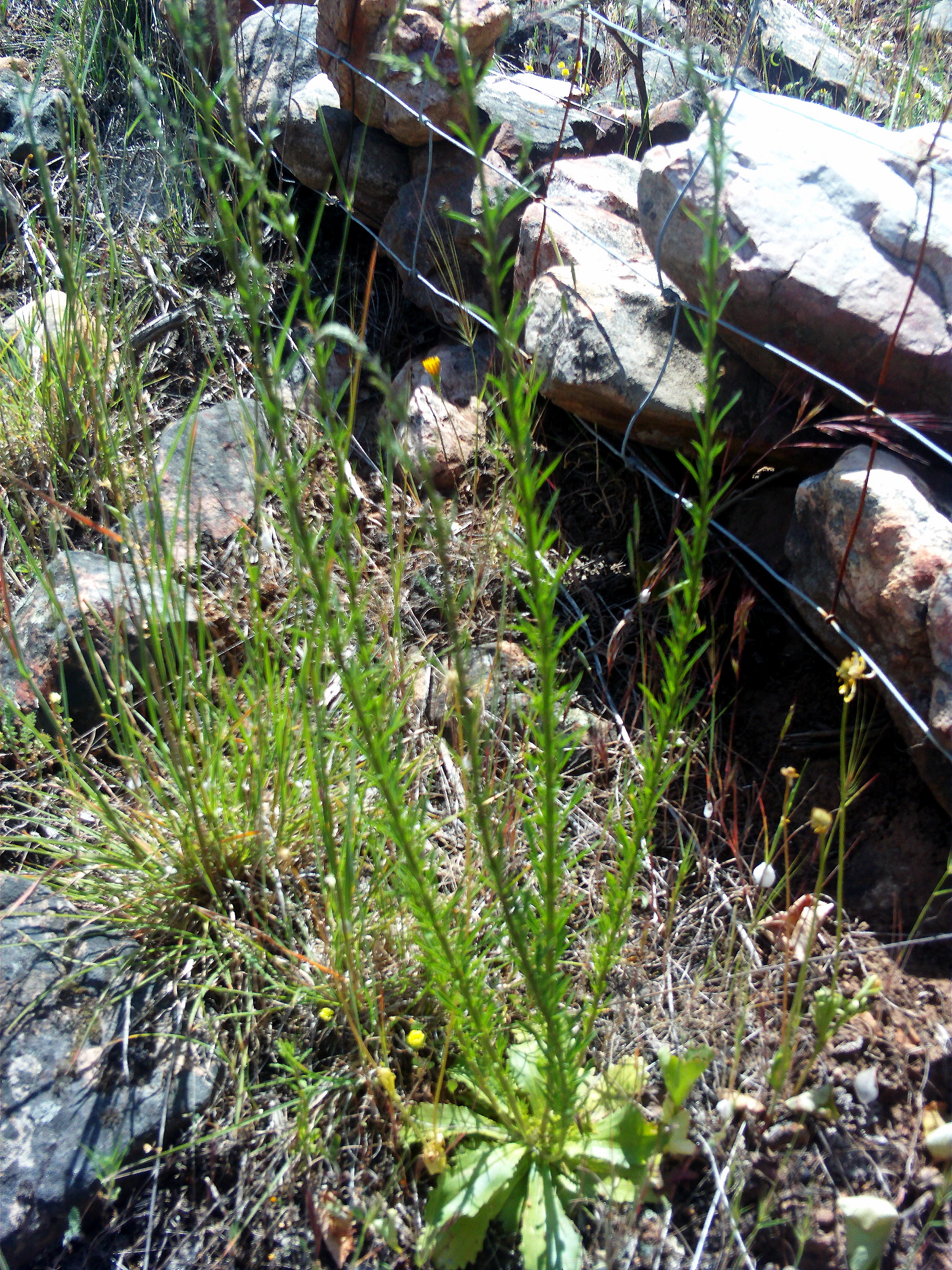
Il portamento
Anarrhinum bellidifolium

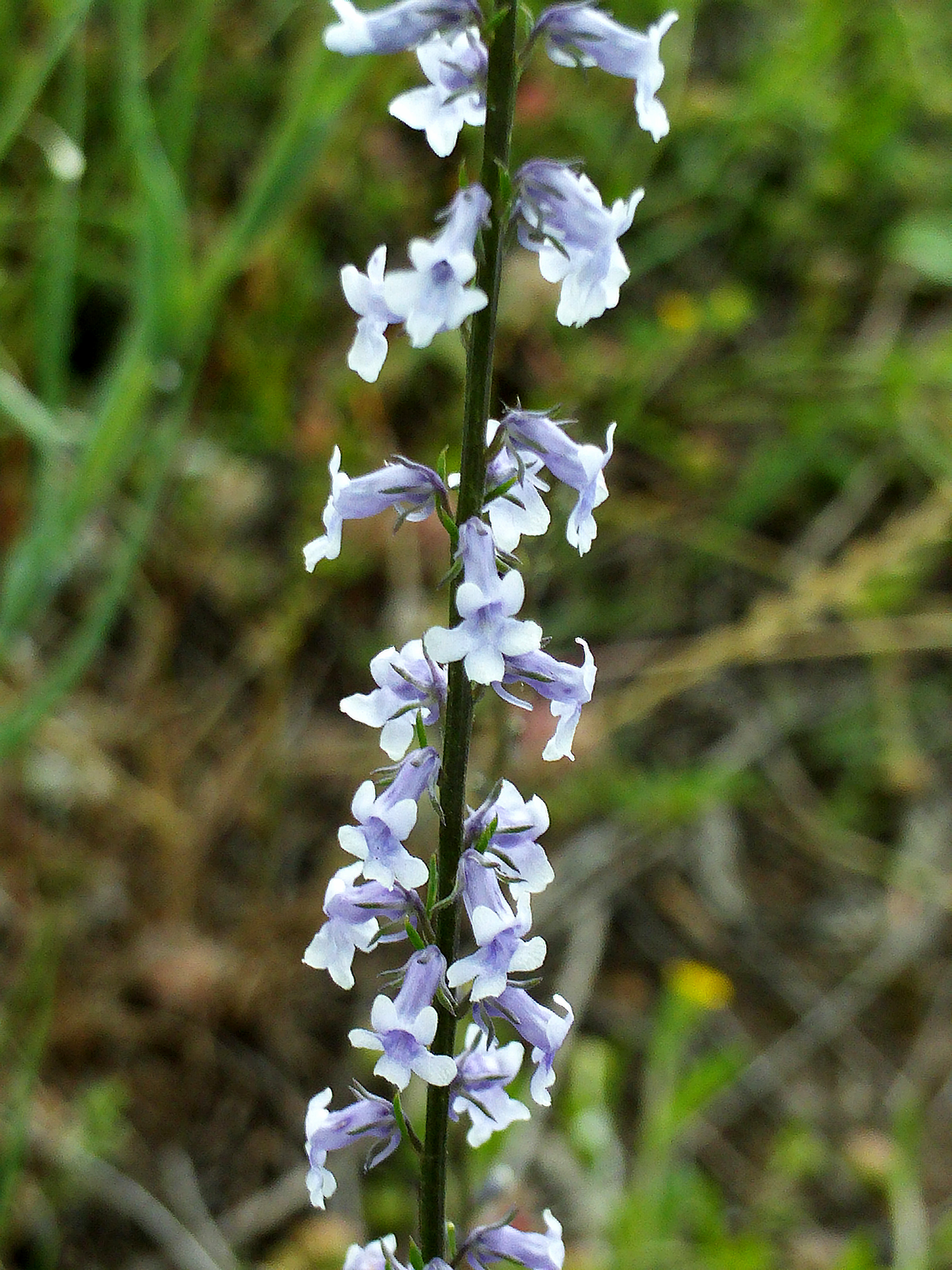
Infiorescenza
Anarrhinum bellidifolium

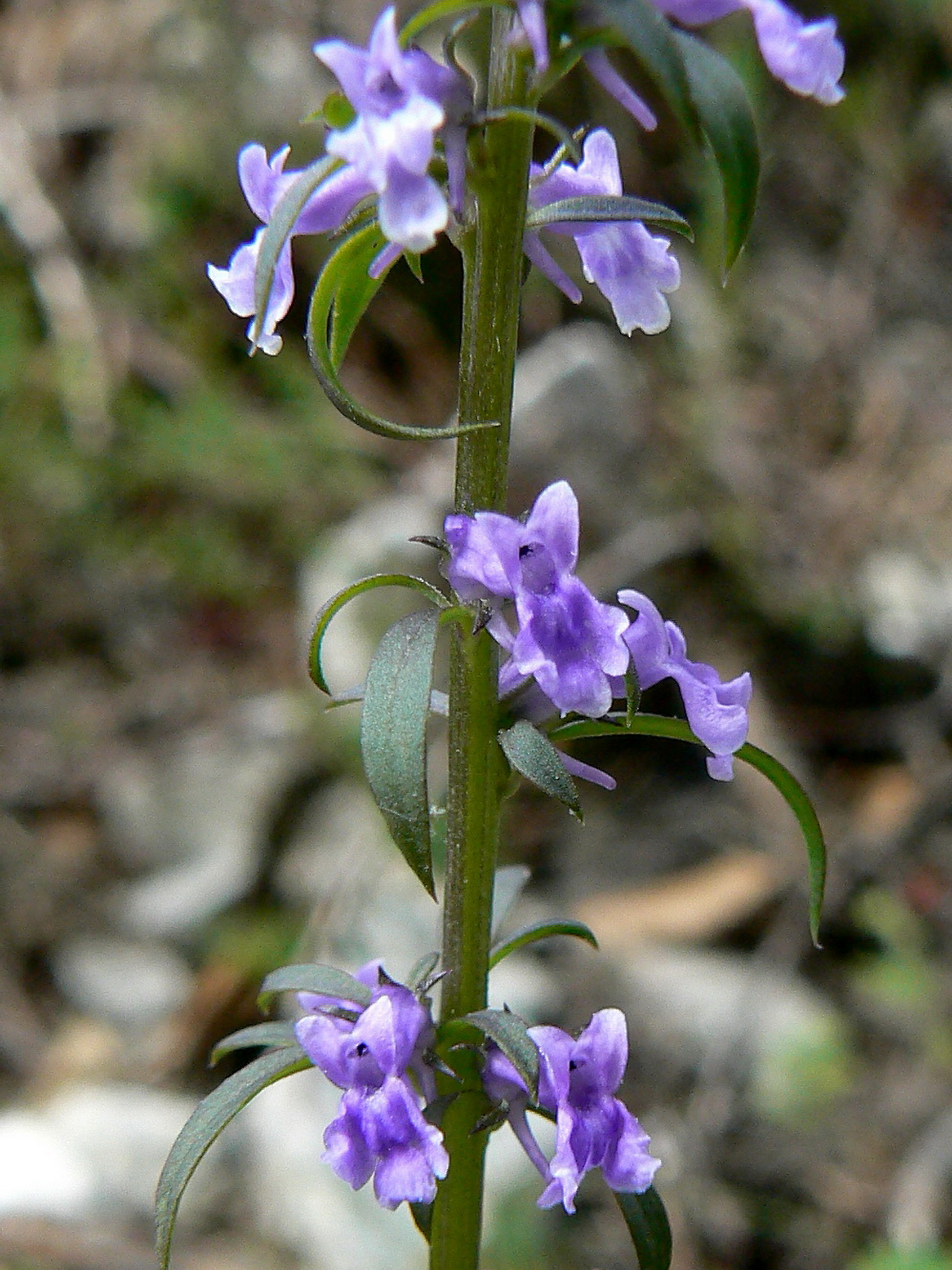
I fiori
Anarrhinum bellidifolium

Queste piante arrivano al massimo ad un metro di altezza. La forma biologica prevalente è emicriptofita scaposa (H scap), ossia in generale sono piante erbacee, a ciclo biologico perenne, con gemme svernanti al livello del suolo e protette dalla lettiera o dalla neve e sono dotate di un asse fiorale eretto e spesso privo di foglie. Per queste piante è prevista anche la forma biologica emicriptofita bienne (H bienn) con un ciclo vitale biennale (in genere nel primo anno si presentano solamente con le foglie, quindi nel secondo anno fioriscono). Altre specie sono formate da bassi arbusti perenni.

### Radici
Le radici sono secondarie da fittone.

### Fusto
La parte aerea del fusto è eretta e angolosa (ha una sezione quadrangolare a causa della presenza di fasci di collenchima posti nei quattro vertici, mentre le quattro facce sono concave). La parte alta di alcune specie è pubescente per peli ghiandolari (al limite possono essere anche irsute); altre specie sono glabre.

### Foglie
Le foglie sono dimorfe: quelle basali formano una densa rosetta con forme oblanceolato-spatolate con 3 - 5 nervi e bordi da appena dentati a grossolanamente dentati (fino ad essere lobate); quelle superiori (cauline) sono palmatosette, divise in segmenti lineari, con lamina a forma lineare-spatolata. 

### Infiorescenza
Le infiorescenze sono dei racemi allungati lineari, apicali e generalmente unidirezionali. I fiori sono da subsessili a pedicellati. 

### Fiore
I fiori sono ermafroditi, zigomorfi e tetraciclici (ossia formati da 4 verticilli: calice– corolla – androceo – gineceo) e tetrameri (i verticilli del perianzio hanno 4 elementi).
- Formula fiorale:

X o * K (4-5), [C (4) o (2+3), A 2+2 o 2], G (2), capsula.
- Il calice, tuboloso-campanulato, più o meno attinomorfo e gamosepalo, è profondamente pentalobato con lobi subuguali. I lobi hanno delle forme più o meno lanceolate. Alla fruttificazione il calice è più piccolo del frutto.

- La corolla, gamopetala e tubolare (con forme da cilindriche a campanulate), è bilabiata con 5 lobi patenti. Il tubo è lungo e la forma terminale della corolla è personata con chiusura delle fauci nel labbro inferiore e senza sporgenze palatali. Il labbro superiore è bilobo ed eretto; quello inferiore con tre lobi (quello mediano in genere è più piccolo di quelli laterali). È presente abassialmente una gibbosità o uno sperone. Il colore della corolla è azzurro, violaceo, bianco o crema.

- L'androceo è formato da 4 stami didinami tutti fertili. I filamenti sono adnati alla corolla e sono inclusi o poco sporgenti. Le antere, formanti una struttura simile ad un anello, sono composte da due teche distinte; la deiscenza è longitudinale attraverso due fessure. I granuli pollinici sono tricolporati.

- Il gineceo è bicarpellare (sincarpico - formato dall'unione di due carpelli connati). L'ovario è supero con placentazione assile e ha delle forme subglobose. Gli ovuli per loculo sono numerosi, hanno un solo tegumento e sono tenuinucellati (con la nocella, stadio primordiale dell'ovulo, ridotta a poche cellule).. I loculi a volte sono molto ineguali. Lo stilo ha uno stigma da capitato a fortemente bilobo. Il disco nettarifero è distinto e presente.

### Frutti
I frutti sono delle capsule subsferiche con deiscenza porocida ed ogni poro è aperto da una singola ligulata valva. I semi sono numerosi da forme ellissoidi a reniformi e con delle teste tubercolate.

## Biologia
Le specie di questo raggruppamento si riproducono per impollinazione tramite insetti quali imenotteri, lepidotteri o ditteri (impollinazione entomogama), ovvero tramite il vento (impollinazione anemogama) oppure tramite colibrì (impollinazione ornitogama)..
La dispersione dei semi avviene inizialmente a causa del vento (dispersione anemocora); una volta caduti a terra sono dispersi soprattutto da insetti tipo formiche (mirmecoria).

## Distribuzione e habitat
La distribuzione di queste specie è soprattutto mediterranea occidentale (Penisola Iberica). Una specie (Anarrhinum forsskaohlii) si trova in Etiopia.
L'unica specie presente sul territorio italiano (Anarrhinum bellidifolium) vegeta anche sulle Alpi. La tabella seguente mette in evidenza alcuni dati relativi all'habitat, al substrato e alla distribuzione della specie alpina.
| Specie | Comunità vegetali | Piani vegetazionali | Substrato | pH    | Livello trofico | H2O   | Ambiente | Zona alpina |
| --- | ----------------- | ------------------- | --------- | ----- | --------------- | ----- | -------- | ----------- |
| Anarrhinum bellidifolium | 3                 | collinare           | Si        | acido | medio           | secco | C2 C3    | CO          |
| Legenda e note alla tabella. Substrato: con “Ca/Si” si intendono rocce di carattere intermedio (calcari silicei e simili). Zona alpina: vengono prese in considerazione solo le zone alpine del territorio italiano (sono indicate le sigle delle province). Comunità vegetali: 3 = comunità delle fessure, delle rupi e dei ghiaioni. Ambienti: C2 = rupi, muri e ripari sotto roccia; C3 = ghiaioni, morene e pietraie. |                   |                     |           |       |                 |       |          |             |

## Tassonomia
La famiglia Plantaginaceae comprende 12 tribù, 105 generi e oltre 1 800 specie. Il genere Anarrhinum appartiene alla tribù Antirrhineae e comprende 9 specie.
Il genere Anarrhinum fino a poco tempo fa era circoscritto nella famiglia Veronicaceae o Scrophulariaceae a seconda dei vari Autori. L'attuale posizione tassonomica è stata realizzata con i nuovi sistemi di classificazione filogenetica (classificazione APG).
Il numero cromosomico delle specie di questo genere è: 2n = 18.

### Specie
Il genere comprende le seguenti specie:
- Anarrhinum bellidifolium (L.) Desf.
- Anarrhinum corsicum Jord. & Fourr.
- Anarrhinum duriminium (Brot.) Pers.
- Anarrhinum forsskaolii  (J.F.Gmel.) Cufod.
- Anarrhinum fruticosum Desf.
- Anarrhinum × intermedium C.Simon
- Anarrhinum laxiflorum Boiss.
- Anarrhinum longipedicellatum R.Fern.
- Anarrhinum orientale Benth.
- Anarrhinum pedatum Desf.